# Bulbophyllum lipense
Bulbophyllum lipense är en orkidéart som beskrevs av Oakes Ames. Bulbophyllum lipense ingår i släktet Bulbophyllum och familjen orkidéer. Inga underarter finns listade i Catalogue of Life.